# Departamento Palpalá
Das Departamento Palpalá liegt im Süden der Provinz Jujuy im Nordwesten Argentiniens und ist eine von 16 Verwaltungseinheiten der Provinz. 
Es grenzt im Norden an das Departamento Ledesma, im Osten an das Departamento San Pedro, im Süden an die Departamentos El Carmen und San Antonio und im Westen an das Departamento Doctor Manuel Belgrano. 
Die Hauptstadt des Departamento ist das gleichnamige Palpalá.

## Bevölkerung
Laut letztem Zensus hat das Departamento Palpalá 48.199 Einwohner (INDEC, 2001). Nach Schätzungen des INDEC ist die Bevölkerung im Jahre 2005 auf 60.768 Einwohner gestiegen.

## Städte und Gemeinden
Das Departamento Palpalá besteht aus folgenden Gemeinden und Siedlungen:
- Altos Hornos Zapla
- Centro Forestal
- Carahunco
- El Algarrobal
- Las Capillas
- El Cucho
- Los Blancos
- Mina 9 de Octubre
- Palpalá
- Río Blanco
- Villa Palpalá

Koordinaten: 24° 12′ S, 65° 12′ W